# Вайтвотер (Міссурі)
Вайтвотер (англ. Whitewater) — селище (англ. village) в США, в окрузі Кейп-Джірардо штату Міссурі. Населення — 88 осіб (2020).

## Географія
Вайтвотер розташований за координатами 37°14′12″ пн. ш. 89°47′52″ зх. д. / 37.23667° пн. ш. 89.79778° зх. д. (37.236766, -89.797842).  За даними Бюро перепису населення США в 2010 році селище мало площу 0,56 км², уся площа — суходіл.

## Демографія
Згідно з переписом 2010 року, у місті мешкало 125 осіб у 46 домогосподарствах у складі 35 родин. Густота населення становила 225 осіб/км².  Було 57 помешкань (103/км²).
Расовий склад населення:
| - 99,2 % — білих |

До двох чи більше рас належало 0,8 %. Частка іспаномовних становила 0,0 % від усіх жителів.
За віковим діапазоном населення розподілялося таким чином: 28,0 % — особи молодші 18 років, 50,4 % — особи у віці 18—64 років, 21,6 % — особи у віці 65 років та старші. Медіана віку мешканця становила 39,3 року. На 100 осіб жіночої статі у місті припадало 68,9 чоловіків;  на 100 жінок у віці від 18 років та старших — 76,5 чоловіків також старших 18 років.
Середній дохід на одне домашнє господарство  становив 37 857 доларів США (медіана — 32 500), а середній дохід на одну сім'ю — 42 703 долари (медіана — 37 083). За межею бідності перебувало 17,2 % осіб, у тому числі 26,1 % дітей у віці до 18 років та 7,4 % осіб у віці 65 років та старших.
Цивільне працевлаштоване населення становило 40 осіб. Основні галузі зайнятості: роздрібна торгівля — 35,0 %, виробництво — 35,0 %, освіта, охорона здоров'я та соціальна допомога — 17,5 %, науковці, спеціалісти, менеджери — 7,5 %.